# Sainsbury’s Indoor Grand Prix 2015
Sainsbury’s Indoor Grand Prix 2015 – halowy mityng lekkoatletyczny, który odbył się 21 lutego 2015 w Birmingham.
Zawody były piątą i zarazem ostatnią odsłoną prestiżowego cyklu IAAF Indoor Permit Meetings w sezonie 2015.

## Rezultaty
| NR – rekord kraju \| WL – najlepszy tegoroczny wynik na listach światowych \| MR – rekord mityngu |

### Mężczyźni
| Konkurencja:              | 1. miejsce      | Rezultat   | 2. miejsce          | Rezultat | 3. miejsce       | Rezultat   |
| Bieg na 60 m              | Kim Collins     | 6,50       | Chijindu Ujah       | 6,55     | Trell Kimmons    | 6,56       |
| Bieg na 400 m             | Nigel Levine    | 46,43      | Jarryd Dunn         | 46,67 PB | Bershawn Jackson | 46,98      |
| Bieg na 800 m             | Jeremiah Mutai  | 1:45,93 PB | André Olivier       | 1:46,25  | Timothy Kitum    | 1:46,69    |
| Bieg na 1500 m            | Vincent Kibet   | 3:34,91 PB | Bethwell Birgen     | 3:34,91  | Hillary Ngetich  | 3:35,26 PB |
| Bieg na 2 mile            | Mohamed Farah   | 8:03,40 WR | Paul Kipsiele Koech | 8:13,46  | Bernard Lagat    | 8:17,05    |
| Bieg na 60 m przez płotki | Kevin Craddock  | 7,58       | Lawrence Clarke     | 7,62     | Jarret Eaton     | 7,62       |
| Skok wzwyż                | Allan Smith     | 2,26       | Nick Ross           | 2,26     | Chris Kandu      | 2,26 =PB   |
| Skok w dal                | Greg Rutherford | 8,17 PB WL | Gao Xinglong        | 8,12 PB  | Dan Bramble      | 7,88       |

### Kobiety
| Konkurencja:              | 1. miejsce                | Rezultat   | 2. miejsce        | Rezultat   | 3. miejsce        | Rezultat       |
| Bieg na 60 m              | Murielle Ahouré           | 7,10       | Tianna Bartoletta | 7,15       | Michelle-Lee Ahye | 7,17           |
| Bieg na 400 m             | Seren Bundy-Davies        | 51,72 PB   | Francena McCorory | 52,09      | Kirsten McAslan   | 52,28 PB       |
| Bieg na 800 m             | Jennifer Meadows          | 2:01,25    | Charlene Lipsey   | 2:02,61    | Stina Troest      | 2:02,93 PB     |
| Bieg na milę              | Axumawit Embaye           | 4:23,50 PB | Shannon Rowbury   | 4:24,12    | Gudaf Tsegay      | 4:26,84 PB WJL |
| Bieg na 3000 m            | Habiba Ghribi             | 8:46,61 PB | Senbere Teferi    | 8:46,84 PB | Jordan Hasay      | 8:50,21 PB     |
| Bieg na 60 m przez płotki | Sharika Nelvis            | 7,87 PB WL | Yvette Lewis      | 8,09       | Lucy Hatton       | 8,11           |
| Skok o tyczce             | Nikoleta Kiriakopulu      | 4,80 NR    | Fabiana Murer     | 4,70       | Nicole Büchler    | 4,50           |
| Skok w dal                | Katarina Johnson-Thompson | 6,93 NR    | Christabel Nettey | 6,84       | Ivana Španović    | 6,75           |